# Алкогольні ліцензійні закони Сполученого Королівства
Ліцензійні алкогольні закони Сполученого Королівства регулюють продаж і споживання алкоголю з окремим законодавством Англії та Уельсу, Північної Ірландії та Шотландії, переданих, за потреби, парламентом Великої Британії, асамблеї Північної Ірландії і шотландського парламенту.
Протягом всього Сполученого Королівства, продаж алкоголю обмежена — бари, ресторани, магазини та інші приміщення повинні бути ліцензійні місцевим органом влади. В Англії, Уельсі й Шотландії влада, щоб продавати алкоголь ділиться на дві частини — Премісійна ліцензія, який вказує на час і умови, при яких алкоголь може бути проданий, і Персональна Ліцензія, який дозволяє людям продавати алкоголь або дозволяє його продаж іншими особами.
Off-ліцензії це термін в Сполученому Королівстві та Ірландії для ліцензії магазину на продаж алкогольних напоїв для споживання на винос, на відміну від бару, який ліцензований для споживання на місці продажу (на-ліцензії). Цей термін стосується також ліцензії, виданої самим закладом.
У Північній Ірландії законодавство носить більш обмежувальний характер, ніж у Великій Британії — реакція на соціальні проблеми на початку 20 століття. Тільки обмежена кількість ліцензій доступні для пабів і офф-ліцензій; будь-який новий паб, який бажає продавати алкоголь повинен чекати, поки існуючий не віддасть свою ліцензію (відомий як принцип капітуляції).
Ліцензії видаються і в веденні судів, а не обраних місцевих органів влади; суди не мають ніяких вказівок для надання допомоги в практичному застосуванні закону. Нова ліцензія видається в окружному суді й буде надаватися тільки за принципом капітуляції, і тільки якщо суд переконається, що існуюча кількість ліцензованих приміщень ще не адекватна (принцип необхідності). Передача ліцензії є питанням для світових судів.
Шотландія змінила окремі закони про ліцензування, починаючи з 18 століття. У змінах законів про ліцензування передбачено сім типів ліцензій лікеру, введені ліцензійні плати, складених з радників, обраних до місцевих органів влади. Існували близько 30 плат ліцензування в Шотландії, і кожен з них має свій власний підхід; наприклад, в той час, як існує безліч «дозволених годин» по всій Шотландії, вони часто були розширені, з тим щоб врахувати рано вранці й пізно вночі торгівлі, і кожен ліцензування плати мала свої погляди на те, що свого роду додаткових годин в приміщення має бути дано.
Станом на 1 лютого 2008 року, Шотландія вступила в «перехідний період» напередодні початку нового законодавства про ліцензування, про ліцензування (Шотландія). Законом 2005, з усіх боків подібних до Закону про ліцензування англійською мовою 2003: Закон повинен додати чотири англійських цілі ліцензування, один з них: «Захист і поліпшення здоров'я населення».